# Piers Morgan

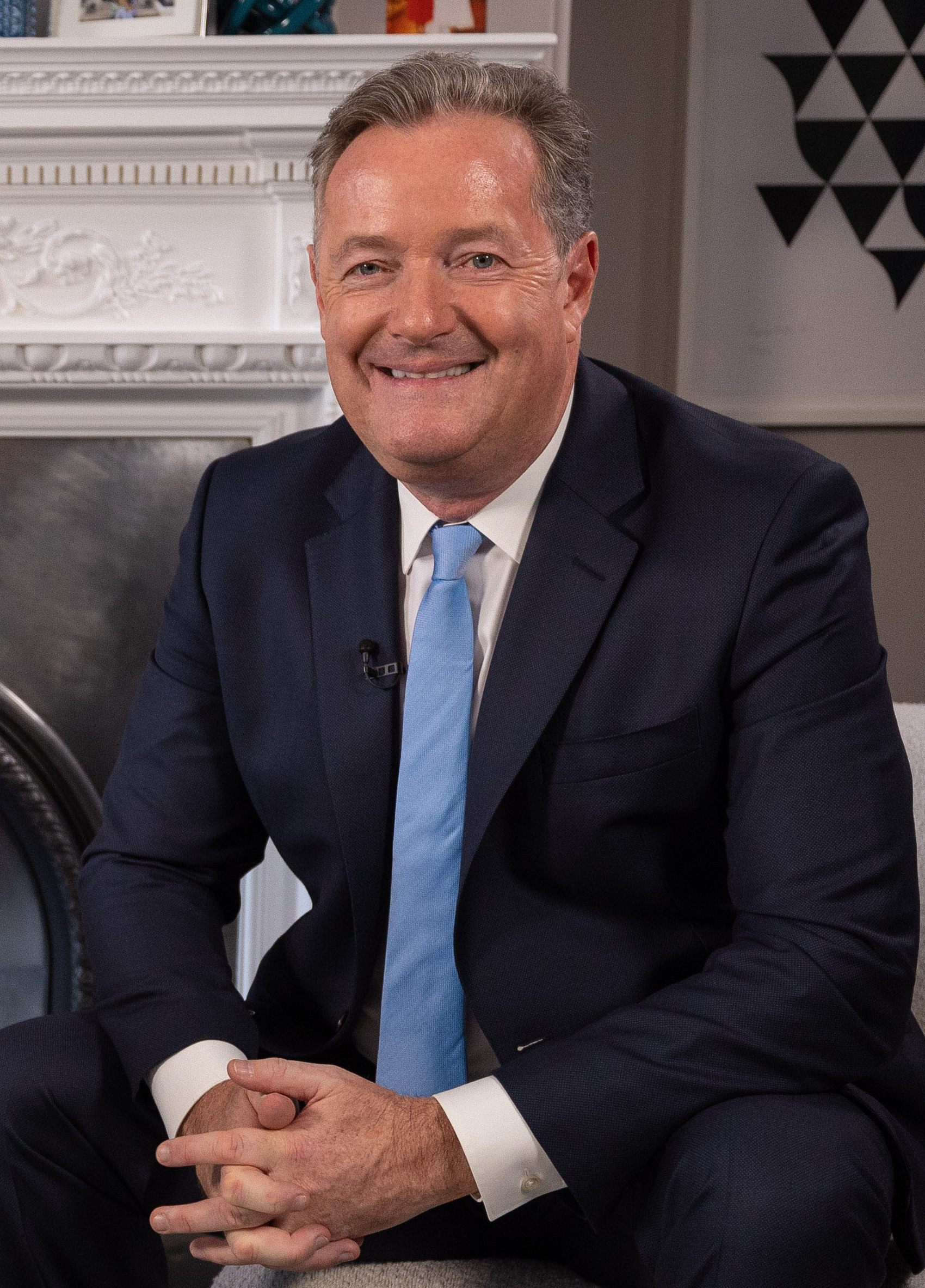
Piers Morgan (2023)

Piers Stefan Pughe-Morgan (* 30. März 1965 in Newick, East Sussex) ist ein britischer Reporter, Autor und ehemaliger Moderator des US-amerikanischen TV-Senders CNN.

## Biografie

### Familie und Ausbildung
Piers Morgan wurde als Sohn des irischen Zahnarztes Stefan O’Meara und seiner Frau Gabrielle Georgina Sybille geboren. Er hieß zunächst nach seinem leiblichen Vater Piers Stefan O'Meara. Der Vater starb, als Morgan elf Monate alt war. Seine Mutter heiratete daraufhin Glynne Pughe-Morgan, ein Pub-Betreiber, der später im Fleisch-Vertrieb tätig war. Von ihm übernahm Morgan seinen Nachnamen.
Piers Morgan wurde durch seine Mutter katholisch erzogen. Im Alter zwischen sieben und 13 Jahren besuchte er die private Grundschule Cumnor House. Im Anschluss war er Schüler der Gemeinschaftsschule Chailey School im gleichnamigen Dorf Chailey sowie der Priory School in Lewes. Nachdem Morgan neun Monate am Versicherungsmarkt Lloyd’s of London gearbeitet hatte, begann er ein Journalismus-Studium an Harlow College und wurde 1985 Teil der Surrey and South London Newspaper Group.

### Berufsleben
Von 1989 bis 1994 arbeitete Morgan beim Boulevardblatt The Sun und wurde im Alter von 28 Jahren der jüngste Chefredakteur von News of the World, bevor er 1995 zum Daily Mirror wechselte.
Im TV-Bereich fungierte er als Jurymitglied bei den Talentshows America’s Got Talent (2006 bis 2011) und Britain’s Got Talent (2007 bis 2011). Auch wirkte er in einer Prominentenversion der amerikanischen Reality Show The Apprentice mit und siegte am Ende. Am 17. Januar 2011 übernahm er mit seiner Sendung Piers Morgan Tonight auf CNN den 21-Uhr-Sendeplatz von Larry King Live, den er dann bis 2014 innehatte.

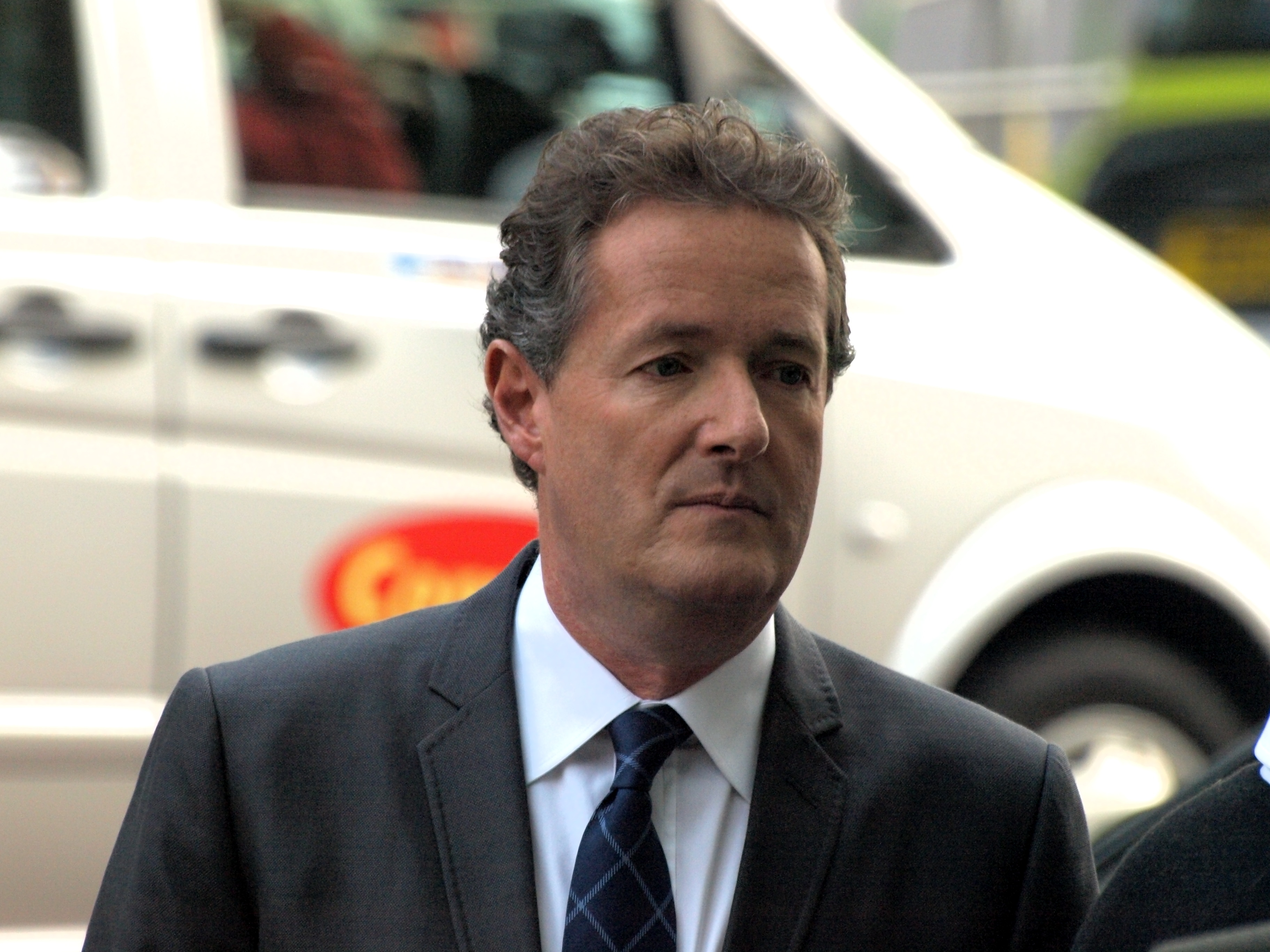
Piers Morgan (2011)

In einem Interview in seiner Show nannte Morgan im Zusammenhang mit der Diskussion in den USA über die Waffengesetze nach dem Amoklauf an der Sandy Hook Elementary School wenige Tage zuvor am 19. Dezember 2012 Larry Pratt, den Vorsitzenden der Vereinigung Gun Owners of America einen „unvorstellbar dummen Mann“. Befürworter des Rechts auf Waffenbesitz in den USA richteten als Reaktion auf den persönlichen Einsatz Morgans für die Verschärfung des Waffenrechts am 21. Dezember 2012 eine Petition an das Weiße Haus, in der die Abschiebung Morgans gefordert wurde. Auf seinem Twitter-Kanal fragte sich Morgan daraufhin, ob seine Meinungsäußerungen zum zweiten Zusatzartikel der Verfassung der Vereinigten Staaten (Recht, Waffen zu besitzen und zu tragen) nicht durch den ersten Zusatzartikel (Meinungsfreiheit, Pressefreiheit) geschützt seien.
2013 hatte Morgan einen kleinen Gastauftritt in der Sitcom 2 Broke Girls. Anfang 2014 kündigte CNN an, Piers Morgan Live im März wegen schwächelnder Quoten abzusetzen. Am 29. März 2014 lief die letzte Sendung Piers Morgan Live. Morgan kündigte daraufhin an, nicht mehr so oft im Fernsehen zu erscheinen und sein Hauptaugenmerk auf Interviews richten zu wollen. Im Frühjahr 2015 ging er zum britischen Sender ITV, wo er Anfang April vertretungsweise Good Morning Britain moderierte, bevor im November 2015 zum ständigen Co-Moderator wurde. Daneben moderierte er in 2 Staffeln die Kriminalfälle-Dokumentationsserie Killer Women with Piers Morgan.
Morgan ist seit vielen Jahren mit Donald Trump befreundet. Bereits im Dezember 2015 vertrat er die Ansicht, dass sein Freund voraussichtlich die US-Präsidentschaftswahl 2016 gewinnen werde. Den Demokraten räumte er nur eine Chance ein, wenn sie sich von Hillary Clinton als Kandidatin verabschieden würden. Er distanzierte sich aber deutlich von den Äußerungen Trumps, Muslimen 2015 die Einreise in die USA zu verwehren.
2018 und 2020 gewann er jeweils die Auszeichnung „Bösewicht des Jahres“ des Musikpreises NME Awards.
Nach „abfälligen Bemerkungen“ über Meghan, Herzogin von Sussex aus Anlass des am 7. März 2021 ausgestrahlten Oprah-Winfrey-Interviews verlor Morgan am 9. März 2021 seine Moderatorenfunktion in der Sendung Good Morning Britain. Im September 2021 urteilte die Medienaufsichtsbehörde Ofcom, dass Morgan mit seiner Kritik an Meghan Markle nicht gegen die Vorschriften verstoßen habe. Im September 2021 gab er seine Vertragsunterzeichnung beim neuen britischen Sender talkTV bekannt. Daneben moderiert er Piers Morgan Uncensored auf Sky News Australia. Am 25. April 2022 wurde die erste Sendung von „Piers Morgan Uncensored“ auf allen Kanälen Murdochs, Fox Nation in den Vereinigten Staaten und Sky News Australia, übertragen.

## Bücher (Auswahl)
- Secret Lives. 1991, ISBN 0-905846-95-8.
- Private Lives of the Stars. Angus and Robertson, 1991, ISBN 0-207-16941-1.
- To Dream a Dream: Amazing Life of Phillip Schofield. Blake, 1992, ISBN 1-85782-006-1.
- “Take That”: Our Story. Boxtree, 1993, ISBN 1-85283-839-6
- Va Va Voom!: A Year with Arsenal 2003-04. Methuen, 2004, ISBN 0-413-77451-1.
- The Insider: The Private Diaries of a Scandalous Decade. Ebury Press, 2005, ISBN 0-09-190849-3.
- God Bless America: Misadventures of a Big mouth Brit. Ebury Press, 2009, ISBN 978-0-09-191393-9.
- Wake Up: Why the World Has Gone Nuts. Harper Collins, 2020, ISBN 978-0-00-839259-8.